# Klebsiella huaxiensis
Klebsiella huaxiensis es una bacteria gramnegativa del género Klebsiella. Fue descrita en el año 2019. Su etimología hace referencia al oeste de China. Es inmóvil y productora de gas. Crece en medios como TSA, agar LB, BHI y MH. Las colonias en BHI son amarillo claro, circulares, lisas y convexas. Consiste en el linaje Ko8 de Klebsiella oxytoca. Se ha aislado de orina y heces de humanos y de heces de vacas. También se ha aislado de agua marina.